# Rachel Sweet
Rachel Sweet (Akron, 28 luglio 1962) è una cantante, attrice, sceneggiatrice e produttrice televisiva statunitense.

## Biografia
Concentratasi inizialmente sulla musica country, Rachel Sweet si è poi avvicinata al rock and roll: sulla scia di questo genere ha registrato e pubblicato quattro album tra il 1978 e il 1982. Ha accumulato due ingressi nella Official Singles Chart, entrambi nella top 40.

## Discografia

### Album in studio
- 1978 – Fool Around
- 1980 – Protect the Innocent
- 1982 – ... And Then He Kissed Me
- 1982 – Blame It on Love

### Raccolte
- 1978 – B.A.B.Y. - the Best of Rachel Sweet
- 1992 – Fool Around: The Best of Rachel Sweet
- 2005 – ...And Then He Kissed Me / Blame It On Love
- 2014 – Baby: Complete Stiff Recordings 1978 - 1980

### Singoli
- 1976 – Any Port in a Storm
- 1976 – Paper Airplane
- 1978 – The Ballad of Mable Ruth Miller and John Wesley Pritchett
- 1978 – B-A-B-Y
- 1978 – Stranger in the House
- 1979 – Baby Let's Play House
- 1979 – I Go to Pieces
- 1980 – Tonight
- 1980 – Spellbound
- 1980 – Fool's Gold
- 1980 – Lover's Lane
- 1981 – Everlasting Love (con Rex Smith)
- 1981 – Then He Kissed Me - Be My Baby
- 1981 – Party Girl
- 1982 – Voo Doo
- 1988 – Hairspray